# Natale Schiavoni

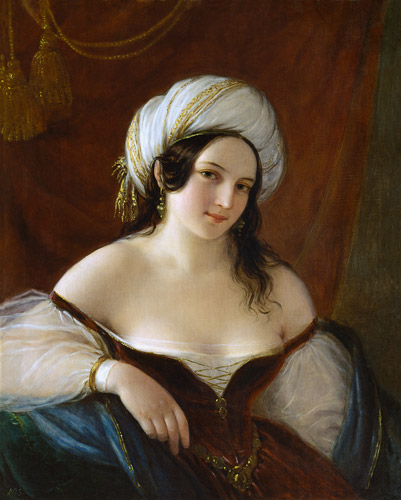
Odalisca,pintura de Natale Schiavoni, Museo Cívico Revoltella, Trieste.

Natale Schiavoni (Chioggia, 1777-Venecia, 1858) fue un pintor italiano. 

## Biografía
Fue alumno de Francesco Maggiotto en Venecia y de Raffaello Morghen en Florencia. Era un pintor especializado en retratos y fue a Trieste, donde realizó numerosas obras en miniatura. Luego vivió en Milán hasta 1815. Francisco I de Austria le invitó a la corte de Viena donde realizó muchos retratos en miniatura y pinturas de odaliscas. En 1840 fue nombrado profesor de la Academia de Bellas Artes de Venecia.